# Alice Terry
Alice Terry (Vincennes, Indiana, 24 de juliol de 1899 - Burbank (Comtat de Los Angeles), 22 de desembre de 1987) va ser una directora i actriu de cinema mut. Entre les pel·lícules en què treballà com a actriu es pot destacar The Four Horsemen of the Apocalypse (1921), The Conquering Power (1921), Scaramouche (1923) o The Arab (1924), dirigides pel seu marit Rex Ingram.

## Biografia
Alice Frances Taaffe, filla de Matthew Taaffe i Ella Isadore Thorn, va néixer a Vincennes, Indiana, el 24 de juliol de l'any 1899 tot i que algunes fonts afirmen que va ser aquell dia però de l'any 1900. Es va educar a Washington però als 15 anys la seva família es va traslladar a Los Angeles. Allà va conèixer el seu veí, l'actor Enid Markey que la va convèncer de cercar feina en el cinema, cosa que va intentar per ajudar econòmicament la seva família. Va començar en el cinema en els estudis Inceville de Thomas Ince. Va fer el seu debut cinematogràfic el 1916 en la pel·lícula Not My Sister amb el nom d'Alice Taafe. Tot i que en la segona meitat dels anys 10 va participar com a extra en diferents pel·lícules, entre el 1918 i 1920 va treballar a la sala de muntatge de la Famous-Players-Lasky. Va deixar la sala per participar en la pel·lícula de James Cruze The Valley of the Giants amb Wallace Reid i Anna Q. Nilsson.

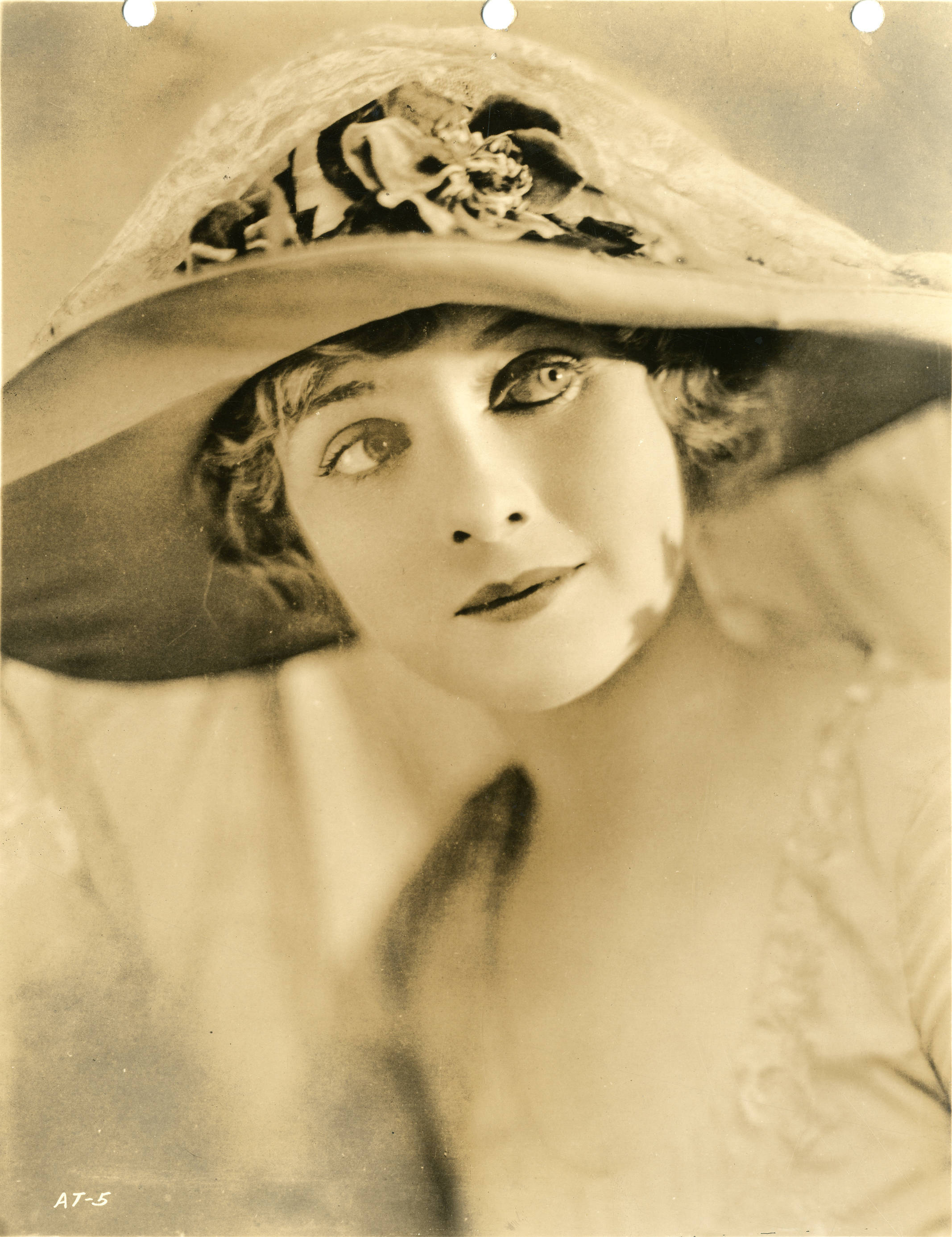
Alice Terry

El novembre de 1921, durant la producció de The Prisoner of Zenda (1922), Terry, que actuava amb el rol de princesa Flania, es va casar amb el director de la pel·lícula, Rex Ingram. Terry ja havia tingut papers menors en dues altres pel·lícules del director: The Day She Paid"(1919) i Shore Acres (1920). La parella es va escapar durant un cap de setmana, es va casar a Pasadena i va tornar a treballar ràpidament el dilluns següent, ajornant el viatge de nuvis fins que la pel·lícula va estar acabada. Per consell d'Ingram, Terry es va arreglar les dents, va perdre pes, es va posar una perruca rossa que ja faria servir quasi sempre i es va canviar el nom pel d'Alice Terry.

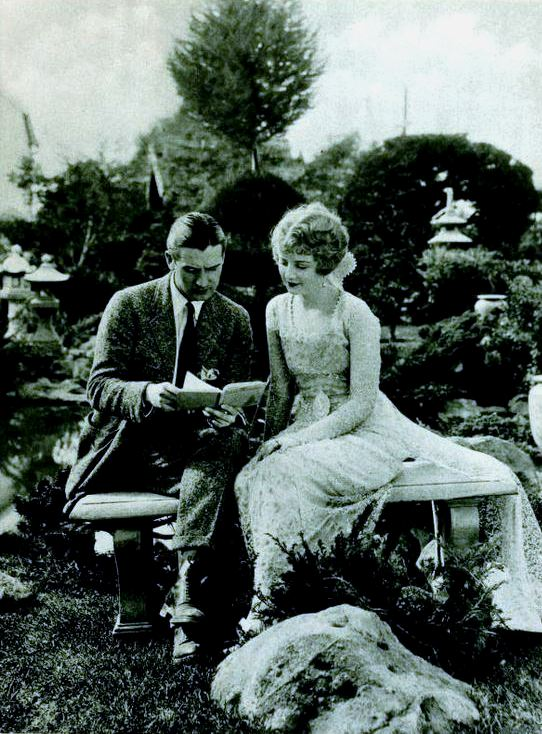
Alice Terry i Rex Ingram el 1922

A partir d'aquell moment Terry va participar en la majoria de pel·lícules del seu marit. Els seus papers, però, eren eclipsats pels protagonistes masculins, com Rodolfo Valentino o Ramón Novarro de manera que se l'arribà a considerar injustament com una cara bonica. El 1923 la Metro es fusionà per crear la MGM i Ingram era reticent a acceptar estar sota les ordres de Louis Mayer. Terry i Ingram van decidir traslladar-se a la Costa Blava i produir en un petit estudi a Niça, els Victorine Studios, fent diverses pel·lícules al nord d'Àfrica, Espanya i Itàlia per a MGM i altres. Entre 1924 i 1925 el matrimoni va entrar en crisi i ella va passar a participar en pel·lícules d'altres directors. Durant aquest període va intervenir en cinc pel·lícules aconseguint demostrar, sobretot a Any Woman (1925) i Sackcloth and Scarlet (1925), que era una gran actriu.

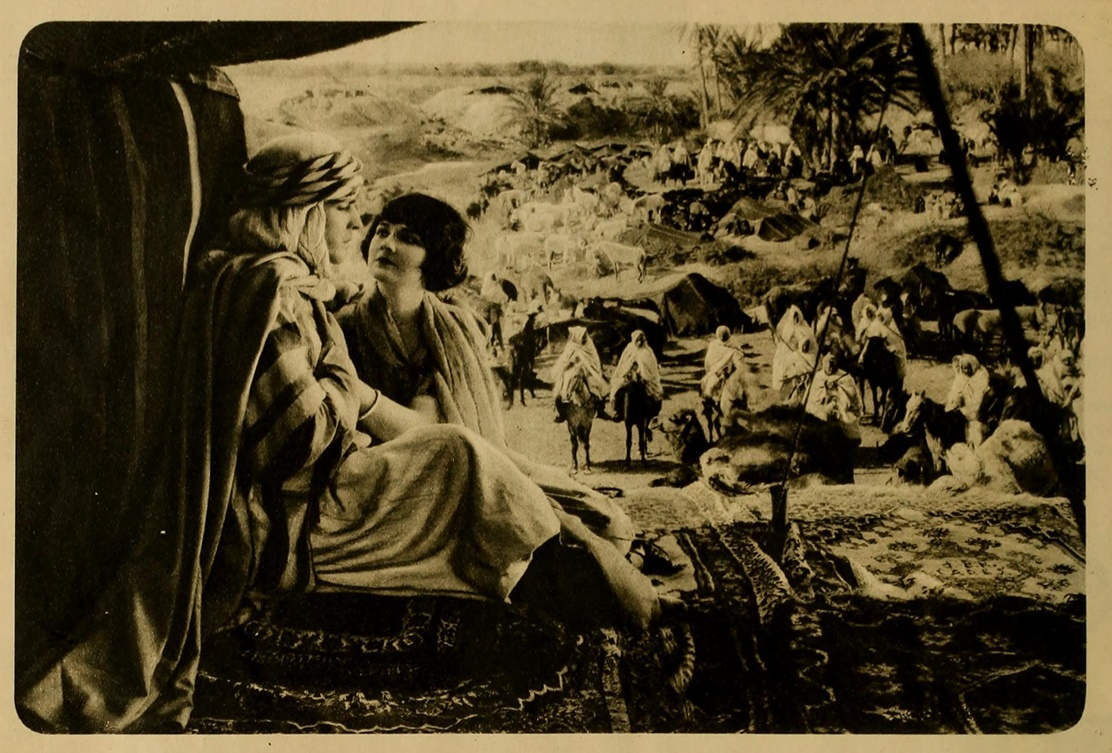
Alice Terry i Ramon Novarro a The Arab (1924)

Quan es van reconciliar Terry va prendre un major control de la realització de les pel·lícules darrera de la càmera, una activitat per a la qual sempre havia sentit interès, potser més que en el d'actriu. De nou a la Costa Blava filmaren al sud d'Europa pel·lícules com Mare Nostrum (1926) i The Garden of Allah (1927). El treball previ d'Alice Terry com a muntadora a la Famous-Players-Lasky l'ajudà en aquesta feina. Ingram sovint estava de massa mal humor per dirigir i la seva dona li prenia el relleu. En la darrera pel·lícula que Ingram va dirigir i l'única sonora, Baroud (1933), la feina d'Alice va ser tan important que aparegué com a codirectora en els crèdits. Terry i Ingram es van retirar als anys trenta a viure al Caire amb l'arribada del sonor. Poc després, en morir la mare de l'actriu, aquesta es va traslladar a Califòrnia, mentre que el director es quedava allà escrivint un llibre i dedicat a l'escultura. Durant dos anys van estar separats. Ingram va morir sobtadament el 1950. Terry seguia activa en els anys setanta.
Terry va morir en un hospital de Burbank el 22 de desembre de 1987.

## Filmografia
- Not My Sister (1916)
- Civilization (1916, extra)
- The Bugle Call (1916, extra)
- A Corner in Colleens (1916)
- Wild Winship's Widow (1917)
- Strictly Business (1917)
- The Bottom of the Well (1917)
- The Clarion Call (1918)
- A Bachelor's Children (1918)
- Alimony (1918, extra)
- Old Wives for New (1918)
- The Song and the Sergeant (1918)
- Sisters of the Golden Circle (1918)
- The Brief Debut of Tildy (1918)
- Love Watches (1918)
- The Trimmed Lamp (1918)
- Thin Ice (1919)
- The Love Burglar (1919)
- The Valley of the Giants (1919)
- The Day She Paid (1919)
- Shore Acres (1920)
- Hearts Are Trumps (1920)
- The Four Horsemen of the Apocalypse (1921)
- The Conquering Power (1921)
- Turn to the Right (1922)
- The Prisoner of Zenda (1922)
- Where the Pavement Ends (1923)
- Scaramouche (1923)
- The Arab (1924)
- The Great Divide (1925)
- Sackcloth and Scarlet (1925)
- Confessions of a Queen (1925)
- Any Woman (1925)
- Mare nostrum (1926)
- The Magician (1926)
- Lovers? (1927)
- The Garden of Allah (1927)
- The Three Passions (1928)
- Baroud (1932)